# Nedre Telemark tingrett

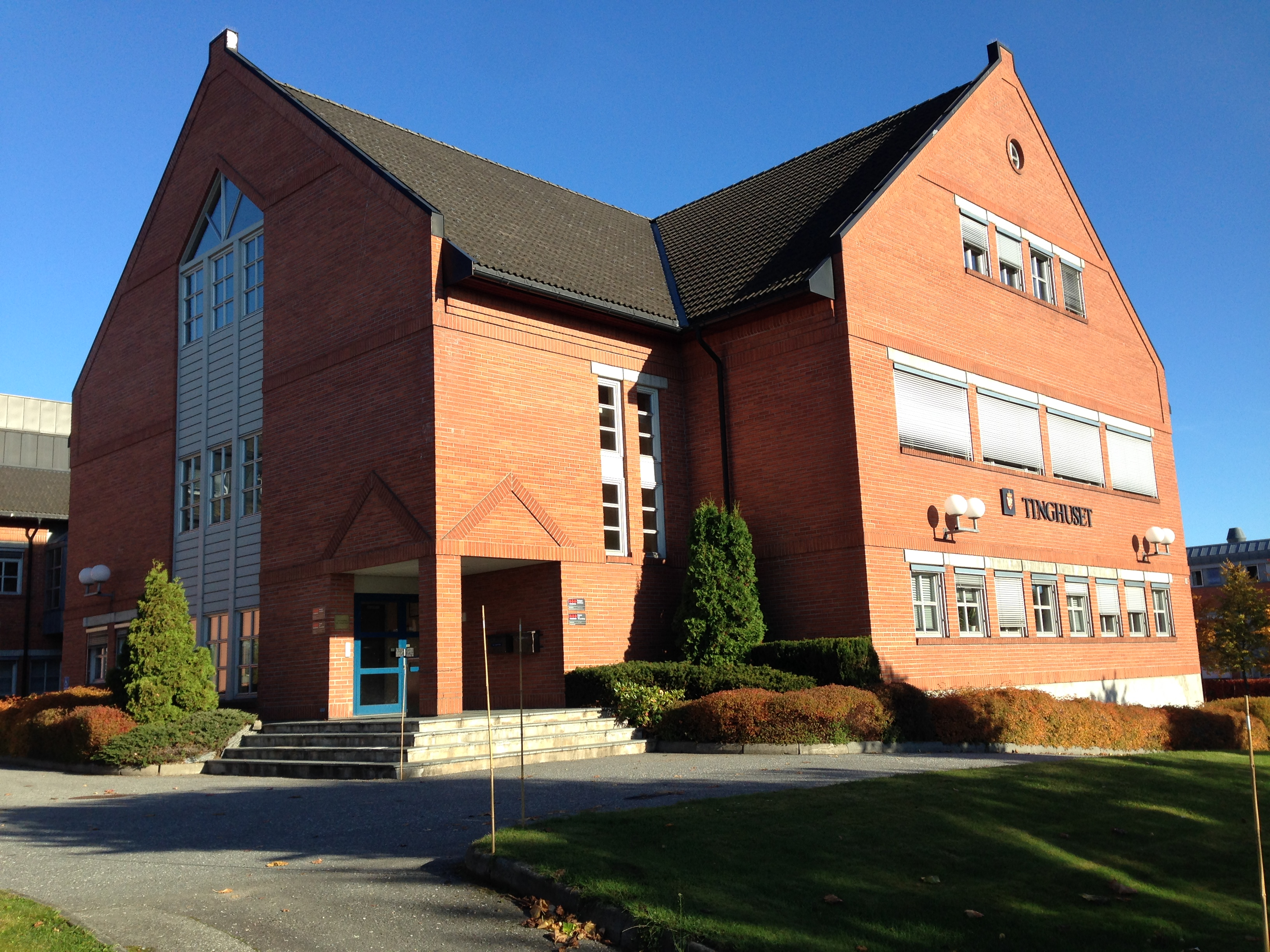
Tinghus in Skien

Nedre Telemark tingrett is een tingrett (kantongerecht) in de Noorse fylke Telemark. Het gerecht is gevestigd in Skien.
Het gerechtsgebied omvat de gemeenten Bamble, Drangedal, Kragerø, Nome, Porsgrunn, Siljan en Skien. Nedre-Telemark maakt deel uit van het ressort van Agder lagmannsrett. In zaken waarbij beroep is ingesteld tegen een uitspraak van Nedre-Telemark zal de zitting van het lagmannsrett ook worden gehouden in Skien.